# چنیر انرژی
چنیر انرژی (انگلیسی: Cheniere Energy) شرکت انرژی آمریکایی است، که در سال ۱۹۹۶ توسط شریف سوکی تأسیس شد.